# Podłęże Szlacheckie
Podłęże Szlacheckie – wieś w Polsce położona w województwie śląskim, w powiecie kłobuckim, w gminie Przystajń.
Wieś ta od XIX w. do początku lat 30. XX wieku stanowiła własność rodu Krasuskich herbu Nowina. W 1827 r. było tu 16 domów i 243 mieszkańców, w 1887 r. zaś - 27 domów i 229 mieszkańców, którzy posiadali 332 morgi terenów rolniczych; osada dworska posiadała 2 domy i 12 mórg ziemi oraz 2 domy rosyjskiej straży pogranicznej z 10-cioma morgami. Natomiast Folwark Podłęże Szlacheckie w tymże roku (1887) należał do dóbr Kuźnica Nowa i posiadał: 147 mórg gruntów ornych i ogrodów. 33 morgi łąk. 53 morgi pastwisk. 51 mórg lasu, 11 mórg nieużytków i placów, łącznie 295 mórg, tj. ok. 165 ha.
W 1832 r. urodził się tu w rodzinie szlacheckiej znany wychowanek Instytutu Agronomicznego w Marymoncie. Leśnik, docent Instytutu Gospodarstwa Wiejskiego i Leśnictwa w Puławach. wysoki urzędnik do spraw leśnych w Wydziale Finansowym Królestwa Polskiego przy Ministerstwie Finansów, pedagog,  ceniony specjalista z zakresu hodowli lasu i jego urządzania, autor licznych publikacji z dziedziny leśnictwa Józef Krasuski jako syn Sebastiana herbu Nowina, właściciela majątku ziemskiego w Podłężu Szlacheckim i tejże wsi (pow. częstochowski) położonej nad rzeką Liswartą, przez którą przebiegała wówczas granica rosyjsko-pruska oraz Emilii z domu Stuart córki Kajetana Stuarta generała brygady Wojska Polskiego.  
Józef Krasuski był żonaty z Wandą Laurą z Tychów i miał 3 córki Wandę Krasuską Morycz, znaną przedwojenną literatkę i publicystkę (zmarła w 1930 r.), która była żoną Powstańca Styczniowego Juliusza Morycza i Kazimierę (zmarła niezamężna w 1938 r.) oraz Zofię (zmarła niezamężna w 1944 r. w hitlerowskim obozie koncentracyjnym Ravensbruck).  
W okresie międzywojennym w miejscowości stacjonowała placówka Straży Celnej „Podłęże Szlacheckie”, a po przekształceniach placówka Straży Granicznej I linii „Podłęże Szlacheckie”.
W latach 1975–1998 miejscowość administracyjnie należała do województwa częstochowskiego.